# Adolphe Ferrière

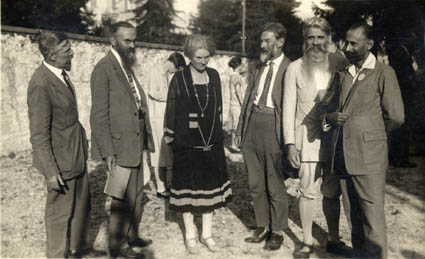
Owidiusz Decroly, Pierre Bovet, Beatrice Ensor, Édouard Claparède, Paul Geheeb i Adolphe Ferrière (pierwszy z prawej), Ligue internationale pour l'éducation nouvelle, lata 20. XX w.

Adolphe Emmanuel Ferrière (ur. 30 sierpnia 1879 w Genewie, zm. 16 czerwca 1960 tamże) – szwajcarski pedagog. Przedstawiciel progresywizmu i zwolennik edukacji progresywistycznej.
Wychował się w rodzinie protestanckiej. Pomimo głuchoty, na którą zapadł w wieku 20 lat, od 1900 roku pracował w różnych szkołach. W 1902 roku obronił w Genewie pracę doktorską z socjologii. W 1910 ożenił się z Isabelle Bugnion (1885–1969), z którą miał syna, Claude'a (1916–2002). W latach 1912–1922 był profesorem Instytutu J.J.Rousseau w Genewie. Od 1922 do 1925 roku uczestniczył w tworzeniu i organizacji Międzynarodowej Szkoły, która była miejscem eksperymentów nad wprowadzeniem nowych metod dydaktyczno-wychowawczych. W 1934 roku przeprowadził się do Lozanny, w której organizował szkolnictwo na podstawie założeń progresywistycznych.
Adolphe Ferrière został uznany przez Międzynarodowe Biuro Oświaty UNESCO za jednego ze 100 najbardziej znanych pedagogów na świecie.

## Publikacje
- Projet d’école nouvelle, 1909
- La loi biogénétique et l’éducation, 1910
- La science et la foi, 1910
- La loi du progrès en biologie et en sociologie, 1910
- Biogenetik und Arbeitsschule, 1912
- Les fondements psychologiques de l’école du travail, 1914
- La loi du progrès en biologie et en sociologie et la question de l’organisme social, 1915
- Transformons l'école, 1920
- L’autonomie des écoliers, l’art de former des citoyens pour la nation et pour l’humanité, 1921
- L'éducation dans la famille, 1921
- L'activité spontanée chez l'enfant, 1922
- L'école active, 1922
- La pratique de l'école active, 1924
- La coéducation des sexes, 1926
- Dieu dans l’homme, sonnets, 1926
- Le progrès spirituel, 1927
- Le grand cœur maternel de Pestalozzi, 1927
- La liberté de l’enfant à l’école active, 1927
- Trois pionniers de l’éducation nouvelle, 1928
- L’école sur mesure à la mesure du maître, 1931
- Caractérologie typocosmique, 1932
- Cultiver l’énergie, 1933
- Pour un plan suisse du travail au-dessus des partis: essai de sociologie pure appliquée à l’actualité, 1935
- La forge de l’esprit, sonnets, 1936
- Symboles graphiques de la typocosmie, 1940
- Nos enfants et l’avenir du pays, appel aux parents et aux éducateurs, 1942
- Vers une classification naturelle des types psychologiques, 1943
- L’essentiel, introduction au symbolisme universel des religions, 1952
- Typocosmie, t.I: L'influence des astres, 1946
- Typocosmie, t.II: Le mystère cosmique: de la préscience par la science à la conscience, 1949
- Typocosmie, t.III: Le mystère de la personne, 1955
- Typocosmie, t.IV: Le cosmos et l'homme, 1955
- L’orthogénèse humaine ou l’ascension vers l’esprit. Les types psychologiques selon la tradition, la science et la religion, 1959

Źródło